# Enric Miralles
Enric Miralles Moya (Barcelona, 1955 — Sant Feliu de Codines, 2000) foi um arquitecto catalão. Repousa no Cemitério de Igualada, que desenhou com Carme Pinós.
Estudou na Escola Técnica Superior de Arquitetura de Barcelona, onde também recebeu o título de doutor e onde foi professor.

## Obras
- Edifício de Gás Natural (Barcelona) - póstumo
- Edifício do Parlamento Escocês (Edimburgo, na Escócia) - póstumo
- Câmpus da Universidade de Vigo (Vigo)
- Edifícios dos Julgados (Salerno, na Itália)
- Prefeitura (Utrecht, na Holanda)
- Escola de Música para a Juventude (Hamburgo, na Alemanha)
- Parque Diagonal Mar (Barcelona)
- Parque de los colores (Mollet del Vallès, em Barcelona)
- Seis apartamentos (Amsterdam, na Holanda)
- Biblioteca Nacional do Japão (Tóquio, no Japão)
- Laboratórios da Universidade (Dresden, na Alemanha)
- Centro Cívico (Balenyà, em Barcelona)
- Palácio dos Desportes (Leipzig, na Alemanha)
- Escola de Arquitectura (Veneza, Itália)
- Marina (Tessalónica, na Grécia)
- Cemitério (Igualada, em Barcelona) - Prémio FAD de Arquitectura 1992
- Centro Nacional de Ginástica Rítmica (Alicante, na Espanha)
- Pavilhão Céu do Museu Tateyama (Tateyama, no Japão)
- Instituto La Llauna (Badalona, em Barcelona)
- Internado (Morella, na Espanha)
- Pabellón de Deportes (Huesca, na Espanha)
- Pavilhão de Meditação (Unazuki, no Japão)
- Centro Social del Círculo de Lectores (Madrid)